# Пассерование

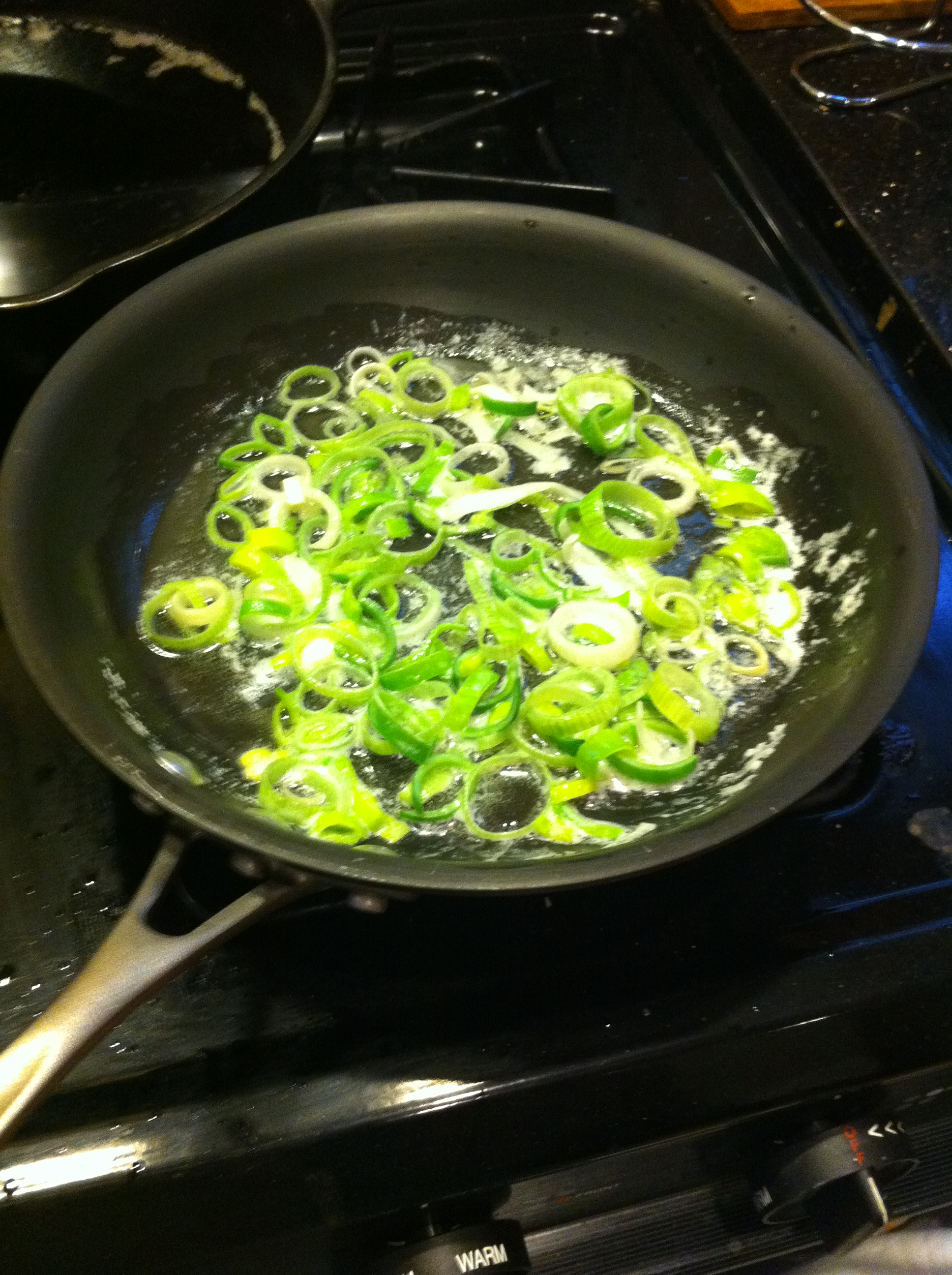
Пассерование лука-порея в топлёном масле

Пассерова́ние (от фр. passer — пропускать) — специальная жарка некоторых продуктов. В европейской кулинарии обычно промежуточная кулинарная операция.
Лук, морковь, белые коренья (корнеплоды петрушки, сельдерея, пастернака), томатное пюре пассеруют при температуре 120 °C в небольшом количестве жира (15—20 % от общей массы продуктов) с целью перехода (экстракции) красящих и ароматических веществ из овощей в жир. В таком виде полезные витамины лучше усваиваются, а из лука уходит резкий вкус. Пассерованные овощи становятся мягкими, поэтому их можно размять (протереть) в пюре для добавления в различные блюда.
Муку пассеруют с жиром или без жира при температуре 150 °C. В пассерованной муке разрушается крахмал и белки теряют способность к набуханию, поэтому супы и соусы с такой мукой не становятся клейкими. Для приготовления соусной основы ру мука пассеруется до различной степени потемнения.